# Reyum
Reyum (Institute of Arts and Culture) is een onafhankelijk instituut in Cambodja dat zich richt op behoud en stimulering van traditionele en hedendaagse kunst en cultuur. Het instituut werd in december 1998 opgericht door Ly Daravuth en Ingrid Muan.
Het instituut is gevestigd in de hoofdstad Phnom Penh en biedt onderdak aan een galerij, een cultureel centrum en een verkooppunt. In de expositieruimte worden wisselende tentoonstellingen gebracht, wat enkele decennia na het twintigjarige schrikbewind van de Rode Khmer nog steeds zeldzaam is in Cambodja. Daarnaast verzamelt het instituut stukken en gegevens van kunst die uit de Rode Khmer-periode zelf is voortgekomen.
Reyum organiseert exposities, lezingen, dansvoorstellingen, filmvertoningen en brengt publicaties uit. Hiertoe behoort ook de traditionele vervaardiging van maskers en het eerherstel van de siertaal Kbach. Daarnaast heeft het instituut een uitgebreid archief opgebouwd van gegevens over vroegere kunstenaars die enkel door mondelinge overlevering bekend waren gebleven.
Het instituut werd in 2003 onderscheiden met een Prins Claus Prijs.